# Eudoro Loor
Eudoro Bienvenido Loor Rivadeneira (Portoviejo, 1938 - Ibídem, 22 de abril de 2008) fue un político ecuatoriano que ocupó la alcaldía de la ciudad de Portoviejo entre 1988 y 1992.

## Biografía
Realizó sus estudios secundarios en el colegio nacional Olmedo y los superiores en la Universidad Técnica de Manabí, donde obtuvo el título de ingeniero agrónomo.
Entre los cargos que ocupó se cuentan presidente de la FEUE, concejal de Portoviejo, diputado de Manabí por el Partido Liberal Radical Ecuatoriano (para el periodo 1979-1984), subsecretario de educación, gerente del Banco Nacional de Fomento y alcalde de Portoviejo (para el período 1988-1992).
En las elecciones legislativas de 2002 fue elegido diputado nacional en representación de la provincia de Manabí por el Partido Renovador Institucional Acción Nacional. En 2006 anunció que no optaría por presentarse a la reelección debido a problemas de salud.
Falleció el 22 de abril de 2008 en Portoviejo luego de padecer por varios años de una enfermedad cerebrovascular que lo obligaba a movilizarse en silla de ruedas.